# Franz Radakovics
Franz Radakovics [franc radakovič] (1. října 1907 – 12. listopadu 1984), uváděný také jako Radakovic a v československém tisku jako Radakovič, byl rakouský fotbalový záložník a reprezentant. Je pohřben ve Vídni.

## Hráčská kariéra
Začínal ve vídeňském klubu SC Nicholson. V rakouské lize hrál za vídeňské kluby Slovan (1927–1929 a 1930–1932), Floridsdorfer AC (1933–1935 a 1940–1945), Admiru (1937) a Amateure Fiat (1938–1940). V sezonách 1929/30, 1935/36, 1936/37 a na jaře 1938 nastupoval ve druhé lize.
Na podzim 1932 byl hráčem SK Náchod v československé lize.

### Reprezentace
Za rakouskou reprezentaci nastoupil v jednom utkání, aniž by skóroval. Tento zápas se konal v den jeho 26. narozenin ve Vídni a domácí Rakousko v něm remizovalo s Maďarskem 2:2 (poločas 2:0).

### Prvoligová bilance
| Ročník          | Zápasy | Góly | Minuty | Klub                   |
| --------------- | ------ | ---- | ------ | ---------------------- |
| I. liga 1927/28 | 19     | 0    | –      | SK Slovan Vídeň        |
| I. liga 1928/29 | 22     | 0    | –      | SK Slovan Vídeň        |
| I. liga 1930/31 | 15     | 0    | –      | SK Slovan Vídeň        |
| I. liga 1931/32 | 21     | 0    | –      | SK Slovan Vídeň        |
| I. liga 1932/33 | 8      | 0    | 720    | SK Náchod              |
| I. liga 1932/33 | 11     | 0    | –      | Floridsdorfer AC       |
| I. liga 1933/34 | 22     | 0    | –      | Floridsdorfer AC       |
| I. liga 1934/35 | 22     | 1    | –      | Floridsdorfer AC       |
| I. liga 1937/38 | 7      | 0    | –      | SK Admira Vídeň        |
| I. liga 1938/39 | 10     | 1    | –      | SV Amateure Fiat Vídeň |
| I. liga 1939/40 | 14     | 0    | –      | SV Amateure Fiat Vídeň |
| I. liga 1940/41 | 15     | 5    | –      | Floridsdorfer AC       |
| I. liga 1941/42 | 10     | 2    | –      | Floridsdorfer AC       |
| I. liga 1942/43 | 17     | 6    | –      | Floridsdorfer AC       |
| I. liga 1943/44 | 16     | 12   | –      | Floridsdorfer AC       |
| I. liga 1944/45 | 2      | 1    | –      | Floridsdorfer AC       |
| I. liga 1945/46 | 1      | 0    | –      | Floridsdorfer AC       |
| CELKEM I. LIGA  | 8      | 0    | 720    |                        |
| CELKEM I. LIGA  | 224    | 28   | –      |                        |